# Géza
Géza (parfois en français Geiza) est un prénom hongrois masculin.

## Étymologie

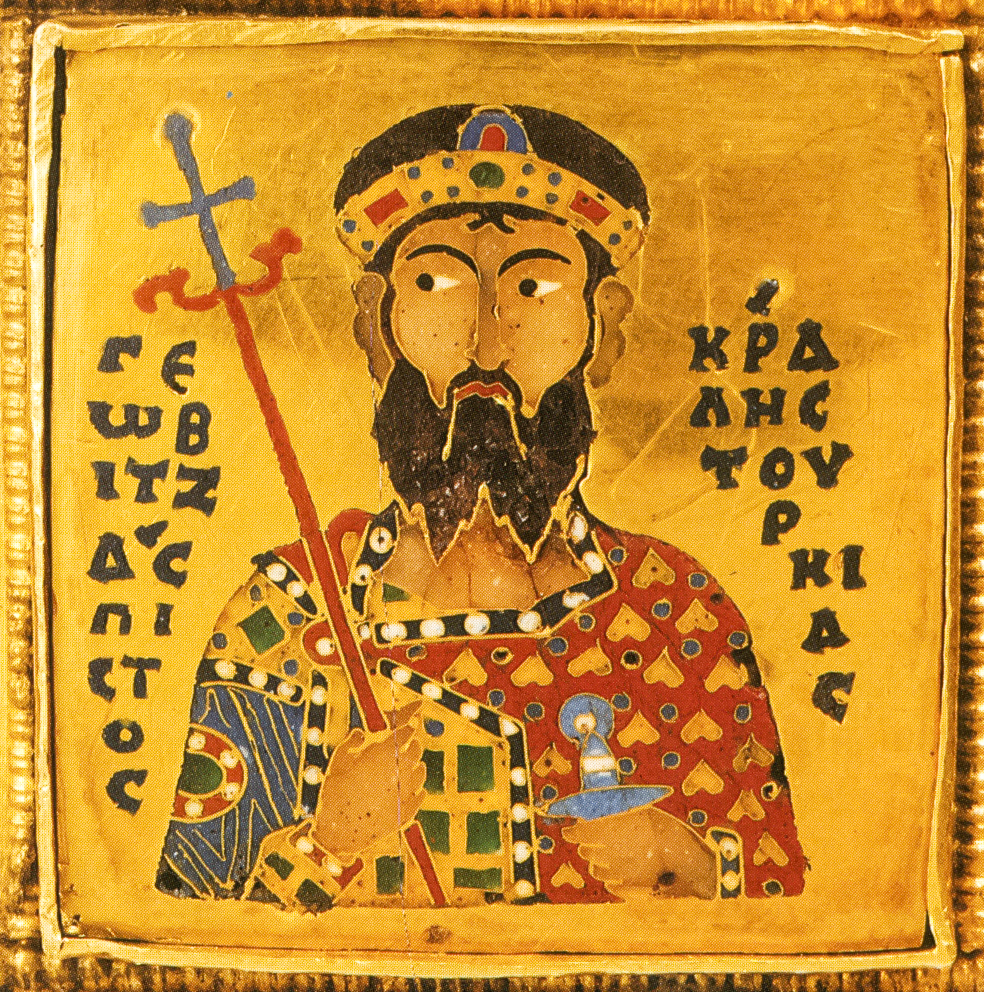
Sur la Sainte Couronne hongroise, le nom est en haut à gauche Γεωβιτζας = Geovitzas, en orthographe moderne : Gyevücsa.

Le prénom vient du grand-prince des Magyars Géza, dont le nom utilisé aujourd'hui est dû à une mauvaise lecture d'une forme latine Geyza, correspondant à l'origine à un suffixe hongrois -csa sur un nom Gye(v)ü qui vient de la forme turque occidentale djevu du titre yabgu.

## Personnalités portant ce prénom
- Géza grand-prince Hongrois de 972 à 997.
- Géza Ier roi de Hongrie de 1074 à 1077.
- Géza II roi de Hongrie de 1141 à 1162.
- Géza prince royal Hongrois (1150–1210)